# Шахровське сільське поселення
Ша́хровське сільське поселення (рос. Шахровское сельское поселение) — адміністративна одиниця у складі Омутнінського району Кіровської області Росії. Адміністративний центр поселення — селище Шахровка.

## Історія
Станом на 2002 рік на території сучасного поселення існували такі адміністративні одиниці:
- Шахровський сільський округ (селища Струговський, Шахровка, присілок Мала Малаговська)

Поселення було утворене згідно із законом Кіровської області від 7 грудня 2004 року № 284-ЗО у рамках муніципальної реформи.

## Населення
Населення поселення становить 294 особи (2017; 319 у 2016, 331 у 2015, 361 у 2014, 381 у 2013, 411 у 2012, 446 у 2010, 720 у 2002).

## Склад
До складу поселення входять 3 населених пункти:
| Населений пункт            | Населення, осіб (2002) | Населення, осіб (2010) |
| -------------------------- | ---------------------- | ---------------------- |
| Мала Малаговська, присілок | 76                     | 54                     |
| Струговський, селище       | 228                    | 117                    |
| Шахровка, селище           | 416                    | 275                    |